# Hermitage Water

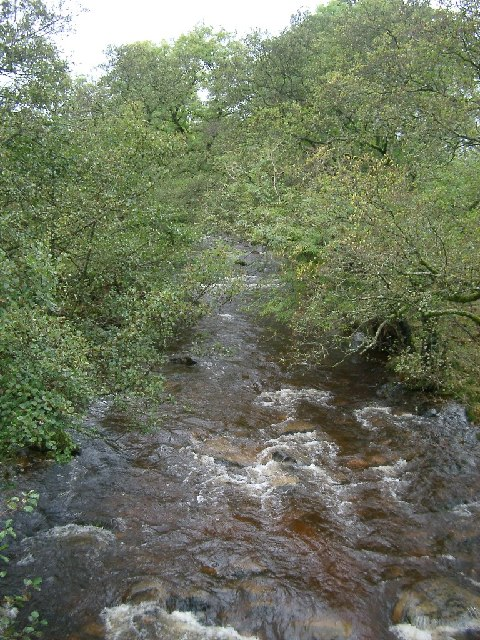
l'Hermitage Water, en amont du pont du château de l'Hermitage.

L'Hermitage Water est une rivière du Liddesdale, situé dans les Scottish Borders de l'Écosse. Elle est alimentée par Braidley Burn, Dinley Burn, Gorrenberry Burn et Twislehope Burn. La rivière traverse les hameaux de Dinley et de Gorrenberry, ainsi que le village de l'Hermitage et son château (Hermitage Castle). Le cours d'eau se prolonge au-delà de Toftholm où il rencontre la B6399, et passe par les villages de Newlands, Longhaugh, Leahaugh et Redheugh, avant d'arriver à Sandholm où la rivière rejoint le Liddel Water.